# Gambusia senilis
Gambusia senilis é uma espécie de peixe da família Poeciliidae.
Pode ser encontrada nos seguintes países: México e nos Estados Unidos da América.